# Lipaugus lanioides
El guardabosques lanioide (Lipaugus lanioides), también denominado minero de cola canela, es una especie de ave paseriforme de la familia Cotingidae perteneciente al género Lipaugus. Es endémica de la mata Atlántica del sureste de Brasil.

## Distribución y hábitat
Se distribuye por el sureste de Brasil, desde el sureste de Bahía, centro de Minas Gerais y Espírito Santo hacia el sur hasta el noreste de Santa Catarina.
Esta especie es considerada poco común y local en su hábitat natural, el estrato medio y el subdosel de bosques húmedos y montanos de la mata atlántica hasta los 1400 m de altitud.

## Estado de conservación
El guardabosques lanioide había sido calificado como casi amenazado por la Unión Internacional para la Conservación de la Naturaleza (IUCN), debido a que su población se sospechaba estar decayendo moderadamente rápido debido a la pérdida de hábitat resultante de la deforestación y degradación. Sin embargo en el año 2022 fue re-calificado como preocupación menor debido a la gran área de distribución y a la población total, estimada ahora entre 50 000 y 100 000 individuos maduros.

## Sistemática

### Descripción original
La especie L. lanioides fue descrita por primera vez por el ornitólogo francés René Primevère Lesson en 1844 bajo el nombre científico Turdampelis lanioides; la localidad tipo es: «Río de Janeiro, Brasil».

### Etimología
El nombre genérico masculino «Lipaugus» deriva del griego «λιπαυγης lipaugēs» que significa ‘oscuro’, ‘abandonado por la luz’; y el nombre de la especie «lanioides», es una combinación del género Lanius y de la palabra del griego «οιδης oidēs» que significa ‘que se parece’.

### Taxonomía
Es monotípica.